# Аље
Аље (итал. Agliè) је насеље у Италији у округу Торино, региону Пијемонт.
Према процени из 2011. у насељу је живело 1607 становника. Насеље се налази на надморској висини од 337 м.

## Становништво
Према резултатима пописа становништва 2011. у општини је живело 2.644 становника.
| 1931. | 1936. | 1951. | 1961. | 1971. | 1981. | 1991. | 2001. | 2011. |
| ----- | ----- | ----- | ----- | ----- | ----- | ----- | ----- | ----- |
| 2.706 | 2.706 | 2.594 | 2.469 | 2.805 | 2.578 | 2.623 | 2.574 | 2.644 |